# Жозув
Жо́зув (пол.  Rzozów) — село в Польше в сельской гмине Скавина Краковского повета Малопольского воеводства.

## География
Село располагается в 5 км от административного центра гмины города Скавина и в 16 км от административного центра воеводства города Краков.
В селе находится железнодорожная станция Жозув. С Краковом осуществляется автобусное сообщение рейсами № 213 и 263.

## История
Впервые село упоминается в 1250 году как собственность краковского князя Болеслава Стыдливого, который передал село в собственность бенедиктинскому аббатству в Тыньце. В первые века своей истории село называлось различными наименованиями: Zorza, Rzossow, Rzoyow, Zorzow (Зожа, Жоссов, Жоюв, Зожов). Село упоминается в сочинении «Księga uposażeń diecezji krakowskiej» польского историка Яна Длугоша. В 1456 году польский король Казимир IV подтвердил принадлежность села бенедиктинскому аббатству. В 1817 году село перешло в собственность австрийского государства. В 1902 году Жозув перешёл в собственность краковской архиепархии.
В 1975—1998 годах село входило в состав Краковского воеводства.

## Население
По состоянию на 2013 год в селе проживало 1 654 человека.
| 2008  | 2013  |
| ----- | ----- |
| 1 600 | 1 654 |

| Перепись  | Всего   | Всего | Женщины | Женщины | Мужчины | Мужчины |
| --------- | ------- | ----- | ------- | ------- | ------- | ------- |
| Единицы   | человек | %     | человек | %       | человек | %       |
| Население | 1 654   | 100   | 832     | 50,3    | 822     | 49,7    |

## Достопримечательности
- Церковь Пресвятой Девы Марии Королевы Польши, построенная в 1986 году.